# Frieleia pellucida
Frieleia pellucida är en armfotingsart som först beskrevs av Yoshitaka Yabe och Kishio Hatai 1934.  Frieleia pellucida ingår i släktet Frieleia och familjen Frieleiidae. Inga underarter finns listade i Catalogue of Life.